# Caymanöarna i olympiska sommarspelen 2008
Caymanöarna deltog i de olympiska sommarspelen 2008 som ägde rum i Peking i Kina. Ingen av landets deltagare erövrade någon medalj.

## Friidrott
- Huvudartikel: Friidrott vid olympiska sommarspelen 2008

Förkortningar
- Notera – Placeringar gäller endast den tävlandes eget heat
- Q = Kvalificerade sig till nästa omgång via placering
- q = Kvalificerade sig på tid eller, i fältgrenarna, på placering utan att ha nått kvalgränsen
- NR = Nationellt rekord
- N/A = Omgången inte möjlig i grenen
- Bye = Idrottaren behövde inte delta i omgången

Herrar
Bana och väg
| Idrottare     | Gren       | Heat     | Heat      | Kvartsfinal | Kvartsfinal | Semifinal        | Semifinal        | Final            | Final            |
| Idrottare     | Gren       | Resultat | Placering | Resultat    | Placering   | Resultat         | Placering        | Resultat         | Placering        |
| ------------- | ---------- | -------- | --------- | ----------- | ----------- | ---------------- | ---------------- | ---------------- | ---------------- |
| Ronald Forbes | 110 m häck | 13.59    | 5 Q       | 13.72       | 5           | Gick inte vidare | Gick inte vidare | Gick inte vidare | Gick inte vidare |

Herrar
Bana och väg
| Idrottare           | Gren  | Heat     | Heat      | Kvartsfinal | Kvartsfinal | Semifinal | Semifinal | Final    | Final     |
| Idrottare           | Gren  | Resultat | Placering | Resultat    | Placering   | Resultat  | Placering | Resultat | Placering |
| ------------------- | ----- | -------- | --------- | ----------- | ----------- | --------- | --------- | -------- | --------- |
| Cydonie Mothersille | 200 m | 22.76    | 3 Q       | 22.83       | 4 Q         | 22.61 SB  | 4 Q       | 22.68    | 8         |

## Simning
- Huvudartikel: Simning vid olympiska sommarspelen 2008